# Словник московитів
Словник московитів (фр. Dictionnaire moscovite або фр. Dictionnaire des moscovites; в російських джерелах також — рос. Парижский словарь московитов) — словник розмовної мови населення Холмогор складений в 1586 році при посередництві французьких купців французьким мандрівником Жаном Саважем. Відомий як фр. «Dictionnaire moscovite», частина фр. «Le voyage de Jehan Sauvage, de Dieppe, en Russie „à Saint-Nicolas et Michel Archange“ est du mois de juin 1586» Жана Саважа та фр. Dictionnaire des moscovites Андре Теве, обидва — близько 1586 року.
Значно пізніше, в 1905 році словник був перевиданий і прокоментований французьким славістом Полем Буайе, який вказав на зв'язок двох версій словника.
В 1948 був виданий та прокоментований російським та українським мовознавцем Борисом Ларіним і згодом увійшов до збірки його праць (2002).
Словник містить близько 650 словникових статей: назви ремісничих професій, товарів, числівники, побутові фрази тощо. Велика наукова цінність словника випливає з того, що він зафіксував саме тогочасну живу розмовну мову, в той час як синхронні московські джерела писалися здебільшого церковнослов'янською мовою.